# Hatoon al-Fassi
Hatoon al-Fassi (arabisch هتون أجواد الفاسي, DMG Hatūn Aǧwād al-Fāsī; * 1964 in Mekka) ist eine saudi-arabische Professorin für Frauengeschichte und Aktivistin für Frauenrechte.

## Schaffen

### Akademische Laufbahn und Forschung
Seit 1989 ist al-Fassi an der König-Saud-Universität beschäftigt, zuletzt als außerordentliche Professorin für Frauengeschichte. Daneben ist sie an der an Universität von Katar in der Abteilung für internationale Angelegenheiten.
Ein Forschungsschwerpunkt von al-Fassi sind die Frauenrechte im Königreich der Nabatäer, ein politischer Staat während der klassischen Antike, der sich entlang der Küste des Roten Meeres nach Süden in den Hejaz bis nach Damaskus erstreckte, wobei Damaskus durch das Königreich kurzzeitig (85–71 v. Chr.) beherrscht wurde. Das Königreich der Nabatäer kontrollierte einen Großteil der Handelsrouten der Region und erlangte einen großen Reichtum. Nabataea war ab dem 4. Jahrhundert v. Chr. unabhängig, bis es im Jahr 106 n. Chr. vom römischen Reich annektiert und in Arabia Petraea umbenannt wurde. Al-Fassi benutzte die Methoden der vergleichenden Politikwissenschaft, um die Frauenrechte im Königreich der Nabatäer mit denen in Saudi-Arabien zu vergleichen. Al-Fassi verifizierte dabei die These, dass Frauen in der Gesellschaft der Nabatäer unabhängiger waren und ihre Rechte weitgehender gewährt wurden als dies als in der heutigen Gesellschaft von Saudi-Arabien der Fall ist.

### Engagement für Frauenrechte
Al-Fassi beteiligte sich an Wahlkampagnen von Kandidatinnen für die Kommunalwahlen 2005 und 2011 und an einer ähnlichen Kampagne für die Kommunalwahlen 2015.
Sie wurde am 24. Juni 2018 im Rahmen eines koordinierten Vorgehens der Regierung von Salman ibn Abd al-Aziz gegen Frauenrechtsaktivistinnen verhaftet.
Im November 2018 wurde sie, als sie noch in Haft war, mit dem Friedenspreis der Middle East Studies Association of North America geehrt.

#### Gerichtstermin am 15. März 2019
Am 15. März 2019 musste al-Fassi gemeinsam mit anderen saudi-arabischen Aktivistinnen zu einem Gerichtstermin in Riad antreten. Der nicht näher bezeichnete Vorwurf gegen sie bezog sich auf ihre Menschenrechtsarbeit und ihre Kontakte zu ausländischen Journalisten und Diplomaten. Zu den angeklagten Personen, die bei einer im Mai 2018 begonnenen Verhaftungswelle festgenommen worden waren, gehörten neben Hatoon al-Fassi der Aktivist Loujain al-Hathloul und der Blogger Eman al-Nafjan, die angeblich an Kampagnen für das Frauenrecht Auto zu fahren teilgenommen hätten.
Journalisten und ausländischen Diplomaten wurde der Zutritt zum Gerichtssaal verwehrt, sie wurden aus dem Gericht eskortiert. Die saudi-arabische Staatsanwaltschaft kündigte zuvor an, dass die Gruppe sich „koordinierter Aktivitäten zur Beeinträchtigung der Sicherheit, Stabilität und des sozialen Friedens des Königreichs“ schuldig gemacht habe. Nach dieser ersten Gerichtsverhandlung erklärte Human Rights Watch, dem die Anklageschriften von zwei der Inhaftierten vorlagen, dass es die Vorwürfe sich auf ihre Menschenrechtsarbeit beziehen, einschließlich des Engagements zur Förderung der Frauenrechte und der Beendigung des männlichen Vormundschaftssystems in Saudi-Arabien. Einige der Anklagen fielen auch unter einen Artikel des Cybercrime-Gesetzes des Königreichs, das Gefängnisstrafen von bis zu fünf Jahren vorsieht.
Die Gerichtsverhandlung erregte international Aufsehen, über dreißig Staaten, einschließlich die 28 Staaten der Europäischen Union, Kanada und Australien, setzten sich für die Freilassung der Aktivisten ein.

### Kolumnistin
Al-Fassi schrieb eine Kolumne für die saudi-arabische Zeitung ar-Riyad, eine der führenden Zeitungen in Nadschd.

## Werk (Auswahl)
- Women in Pre-Islamic Arabia: Nabataea. Archaeopress, Oxford 2007.